# شريف رمزي
شريف رمزي (1 يناير 1982 -)، ممثل مصري.

## عن حياته
دخل المجال الفني في عام 2001م وهو نجل المنتج محمد حسن رمزى، قدمته المنتجة إسعاد يونس في أول أفلامه أسرار البنات، لأن الدور كان يحتاج إلى شاب في سن المراهقة، نجح في هذا الفيلم ثم انطلق بعدها في عالم السينما.
هو ابن ليلى ابنة زوجة الفنان صلاح ذو الفقار، وعمته هي الممثلة المعتزلة هدى رمزي. تزوج أولاً منة ابنة الفنان حسين فهمي، ثم تزوج الممثلة المعتزلة ريهام أيمن.

## أعماله[5][6]

### الأفلام
- مية بيضة: 2017
- الجيل الرابع 4G: 2015- (والد هاني)
- من ظهر راجل: 2015- (طه)
- بتوقيت القاهرة: 2015- (حازم)
- سكة رجوع: 2013
- هاتولي راجل: 2013- (علي)
- المسافر: 2010
- سمير وشهير وبهير: 2010- (منير الخطير (صغير))
- عجميستا: 2007- (شكلوف)
- Young Alexander the Great: 2007
- ألوان السما السبعة: 2007- (سعد)
- العيال هربت: 2006- (عرفة)
- أريد خلعاً: 2005- (عمر الشناوى أخو مها)
- بني آدم و اسمي خالد: 2005- (خالد)
- حالة حب: 2004
- من نظرة عين: 2003- (حسام)
- أسرار البنات: 2001- (شادي)

### المسلسلات
- خالد نور وولده نور خالد : 2024 مسلسل - (بدر)
- العراف: 2013 - مسلسل- (محمود مصطفى زهران)
- الجماعة: 2010 - مسلسل- (ضيف شرف)
- أحزان مريم: 2006 - مسلسل
- الجانب الآخر من الشاطىء: 2005 - مسلسل
- شريف ونص: ج1 ،2 2008، 2010 - سيت كوم- (شريف)
- اللعبه اللعب مع الكبار:ج3 ،2022-مسلسل-(محمد احمد الجاحد)